# Карлос Кайзер
Карлос Энрике Рапосо (порт. Carlos Henrique Raposo; род. 2 апреля 1963), широко известный как Карлос Кайзер (порт. Carlos Kaiser) — бразильский футболист, игравший на позиции нападающего или считавшийся нападающим. Хотя его способности были далеки от профессионального уровня, за свою двадцатилетнюю карьеру ему удалось подписать контракт со многими командами высших дивизионов Бразилии, Аргентины и Мексики. За всю карьеру он не сыграл ни одного матча, а единственный случай, когда Кайзер мог выйти на поле, закончился красной карточкой во время разминки. Карлос скрывал отсутствие футбольного мастерства многочисленными травмами, частыми сменами команд и другими уловками. The Guardian назвала Кайзера величайшим мошенником в истории футбола.

## Карьера

### Ранние годы
Фамилию «Кайзер» Карлос взял умышленно, ссылаясь на сокрушительный успех Франца Беккенбауэра, однако его друг утверждает, что прозвище взято от названия пива «Кайзер». В 1972 году Кайзер поступил в академию «Ботафого», а через год перешёл в академию «Фламенго», где провёл 6 лет в юношеской и молодёжной командах, играя на позиции центрального нападающего. В 21 год Карлос впечатлил скаутов из мексиканского клуба «Пуэбла» и подписал свой первый профессиональный контракт.

### Клубная карьера
Футболисты и тренеры отмечают, что Кайзер был невероятно харизматичным парнем. Он умел находить общий язык с любым собеседником, находил аргументы и ловко уходил от любой работы. Чемпион мира в составе сборной Бразилии Бебето говорил о Карлосе:
«Его болтовня была настолько хороша, что если бы вы позволили ему открыть рот, он бы вас очаровал. Вы не имели шанса этого избежать».
Ни в одном клубе Карлос Кайзер не задерживался больше одного года. В начале каждого сезона Кайзер якобы получал на тренировке мышечное повреждение, и старался симулировать весь сезон, сообщая клубному доктору о постоянных проблемах. МРТ-сканеров ещё не существовало и медики не могли доказать обратное. Слоняясь по клубу весь сезон Кайзер становился специалистом по командному духу, вворачивая то шутки, то весёлые истории, то подбадривая футболистов. Александр Торрес, бывший игрок сборной Бразилии и сын Карлоса Альберто будучи в одной команде с Кайзером вспоминал: 
«Он рассказывал истории и заставлял игроков мечтать. Я думаю, именно поэтому он всем так нравился».
Карлос договаривался и платил игрокам молодёжной команды, чтобы те на тренировке против него играли грубо, позволяя ему получить новое мнимое повреждение. А также платил деньги болельщикам, чтобы они выкрикивали его имя с трибун в положительном ключе, когда владелец клуба находился неподалёку. Кайзера называли «убийцей бабушек», потому что он в каждом клубе, где играл, проворачивал следующий трюк: сообщал руководству команды, что его бабушка умерла и уезжал на несколько дней на похороны, возвращаясь подавленным и неспособным играть в футбол.
Кайзер был близким другом именитого бразильского футболиста Ренато Гаушо и во многом путь Гаушо совпадает с карьерным путём самого Кайзера. Ренато часто рекомендовал своего друга агентам и тренерам команд, в которых играл, говоря, что в этом футболисте заложен великий талант. Нужно лишь его открыть. А некоторые скауты и вовсе путали Гаушо и Кайзера из-за внешнего сходства и вечно натянутых на глаза солнцезащитных очков.

#### «Бангу»
Во время первого периода выступления за клуб «Бангу» Карлос однажды чуть не появился на поле. Владельцем «Бангу» в те времена был Кастор де Андраде, король тёмной стороны Рио-Де-Жанейро, владелец нелегальных игорных заведений и друг Жоао Авеланжа, президента ФИФА (с 1974 по 1998 год). Кастор был известен как самый опасный человек в Бразилии. После одной из игр Бангу он гонялся за рефери по полю с пистолетом в заднем кармане брюк и объясняя, что рефери был необъективен.
Кастор де Андраде с большой гордостью подписывал контракт с Кайзером, объявив прессе: «Теперь в Бангу есть свой Король!». Но был сильно омрачён, потому что Кайзер так и не появился на поле. В одной из игр клуб проигрывал 2:0 и Кастор находясь на трибуне дал указание тренеру по рации срочно выпускать молодую звезду. Кайзера отправили разминаться, поставив перед выбором: или он выходит на поле, или он покойник. Карлос выбрал третий вариант — разминаясь на бровке он услышал, что болельщики выкрикивают оскорбления в его адрес. Он взобрался на ограждение и начал показывать неприличные жесты и выкрикивать ответные ругательства. Рефери заметил этот инцидент и удалил Кайзера, даже ещё не вошедшего в игру.
После игры Кастор де Андраде был в бешенстве. Кайзер согласился с ним, сказав: «Господь забрал обоих моих родителей, но дал мне другого отца. (Подразумевая Кастора де Андраде) И этого отца они называют мошенником. Я не смог стерпеть этого. Но не беспокойтесь, через неделю мой контракт заканчивается и я покину клуб». Кастор не только не стал наказывать футболиста, но и повысил ему зарплату, а также продлил контракт.

#### «Газелек»
Как и многие бразильские звёзды, Карлос Кайзер в 80-е отправился играть в Европу — во французский «Газелек» из города Аяччо (остров Корсика), выступающий в Лиге 2. Кайзер был главным приобретением клуба и на презентацию звезды приехали сотни поклонников, желая увидеть технику бразильской звезды. Когда Кайзера попросили почеканить мяч, он подписал его и бросил в толпу фанатов. Также и со следующим мячом. Таким образом Кайзер пометил автографом и раздал весь спортинвентарь на презентации. По итогам «гастролей» Карлоса на Корсику газеты выходили с описанием 8-летней карьеры Кайзера в клубе и описаниями голеадорских успехов. Однако футболист Фабио Баррош, отыгравший в «Газелеке» 4 сезона, утверждает, что не видел Кайзера в расположении клуба, а фотографии в форме клуба из Аяччо сделаны на стадионе в окрестностях Рио. Саму форму, по словам Барроша, он же привез Кайзеру в подарок.

#### «Ботафого»
Кайзер постоянно подогревал интерес к собственной персоне любыми доступными методами. Когда появились первые мобильные телефоны, Кайзер купил себе муляж и использовал его как настоящий телефон, имитируя разговоры со скаутами и менеджерами других команд. Карлос не знал английского, но его партнёры по команде тоже, поэтому Кайзер имитировал англоязычные переговоры с представителями разных европейских клубов вплоть до мадридского «Реала». Это продолжалось, пока однажды Кайзер не выяснил, что врач команды отлично владеет английским. Когда Карлос был в душе после тренировки, врач проверил телефон футболиста и обнаружил, что это муляж. Кайзер с позором покинул «Ботафого».

## Секрет успеха
Карлос Кайзер отлично понимал, что в те годы коммуникация между конкурирующими клубами была затруднена. Не существовало Интернета, в котором новости о нём расходились бы быстро. Поэтому зарабатывая отрицательную репутацию, футболист просто получал хорошие рекомендации и менял клуб. Команды с радостью расставались с Кайзером, освобождая место в зарплатной ведомости. А чтобы не признавать свою ошибку с контрактом футболиста, клуб как правило давал Карлосу хорошую характеристику и рекомендации для скаутов.
Кайзер закончил карьеру в 29 лет. В его карьере было как минимум 13 трансферов, а с некоторыми клубами он заключал контракт 2 раза («Ботафого», «Фламенго», «Бангу»).
После завершения карьеры Карлос Кайзер работал инструктором в фитнес-клубах Рио-Де-Жанейро.

## В мировой культуре
Впервые история Карлоса Кайзера стала широко известной в 2011 году после публикации статьи в онлайн-журнале «Спортивный обозреватель» на бразильском телеканале Globo.

### Фильм
В ноябре 2015-го Карлос Кайзер подписал эксклюзивное соглашение с британской компанией Nods & Volleys Entertainment Limited, на производство своей истории для медиа. Съёмки цикла интервью были завершены в декабре 2016-го. В съёмках также участвовали футболисты Карлос Альберто Торрес, Ренато Гаушо, Зико, Бебето, Джуниор и Рикардо Роша. Документальный фильм «Кайзер! Величайший футболист, который никогда не играл в футбол» был впервые показан на кинофестивале «Трайбека» 21 апреля 2018 года.

### Книга
В 2018 году вышла книга журналиста Роба Смита все с тем же названием «Кайзер: величайший футболист, который никогда не играл в футбол».

## Семья
Родной племянник Кайзера — Хюри Энрике Оливейра да Коста (или просто Хюри), также является профессиональным футболистом, и также нападающим. В отличие от более именитого дяди, Хюри за свою карьеру провел несколько сотен официальных матчей и отметился более 40 забитыми мячами.